# Vladimirovo (Montana)
Vladimirovo (Bulgaars: Владимирово) is een dorp in het noordoosten van Bulgarije. Het dorp is gelegen in de gemeente Boïtsjinovtsi, oblast Montana. Het dorp ligt 20 km ten noordoosten van Montana en 93 kilometer ten noorden van Sofia.

## Bevolking
Op 31 december 2020 telde het dorp Vladimirovo 1.164 inwoners, een derde van het maximale aantal van 3.337 personen in 1956.
| Bevolkingsontwikkeling tussen 1934 en 2020          |
| --------------------------------------------------- |
|                                                     |
| Bron: Nationaal Statistisch Instituut van Bulgarije |

In het dorp wonen voornamelijk etnische Bulgaren. In de optionele volkstelling van 2011 identificeerden 1.125 van de 1.360 respondenten zichzelf als etnische Bulgaren, oftewel 82,7% van de bevolking. De rest van de bevolking bestond vooral uit Roma.
| Etnische samenstelling van de respondenten (2011) | Etnische samenstelling van de respondenten (2011) | Etnische samenstelling van de respondenten (2011) | Etnische samenstelling van de respondenten (2011) | Etnische samenstelling van de respondenten (2011) |
| ------------------------------------------------- | ------------------------------------------------- | ------------------------------------------------- | ------------------------------------------------- | ------------------------------------------------- |
|                                                   |                                                   |                                                   |                                                   |                                                   |
| Bulgaren                                          | Bulgaren                                          |                                                   | 82,7%                                             | 82,7%                                             |
| Turken                                            | Turken                                            |                                                   | 0,0%                                              | 0,0%                                              |
| Roma                                              | Roma                                              |                                                   | 13,7%                                             | 13,7%                                             |
| Anders/Onbekend                                   | Anders/Onbekend                                   |                                                   | 2,6%                                              | 2,6%                                              |